# Maxime Cayuela
Maxime Cayuela   (Perpinyà, 2010) és un cantant nord-català, conegut per haver participat al programa de talents de la televisió francesa The Voice Kids. També té un canal de Youtube on penja versions de cançons. És net del músic nord-català Claude Cayuela. Viu al Soler.
Es va fer conegut després d'aconseguir superar la primera ronda del concurs The Voice Kids cantant la cançó «Tant com me quedarà» del cantautor nord-català Jordi Barre, amic del seu avi. Va ser especialment avalat per un dels membres del jurat, el també cantant nord-català Kendji Girac.
Va aprendre al català a La Bressola, un grup d'escoles que ofereixen immersió lingüística en català a la Catalunya del Nord. Els seus avis parlen català, però la transmissió generacional de la llengua s'havia interromput amb els pares.
També ha fet d'actor en alguns curtmetratges i en prepara un sobre Catalunya i el català sota la direcció de Jean-Louis Fourcade.